# Batalla de la Mesa del Nayar
La batalla de la Mesa del Nayar fue un enfrentamiento que se libró en 1722 y que supuso el fin de la Guerra del Nayar. En esta batalla se enfrentaron un cuerpo expedicionario español y un desconocido número de coras.

## La batalla
Según la Gaceta de México:

... animados del apóstata Taguitole, que con desmedida furia se defendía y procuraba hacer mucho daño con un crecido alfange, arma muy ussada en esta Nacion aun entre los muchachos, por aver entre ellos muchos Herreros que los forxen, y confiando en el sitio de su fortaleza y dificultad de subida de los españoles, solicitando hazerles gran daño, con innumerables flechas y piedras que disparaban de las hondas y peñascos que arrojaban de las eminencias con tal ímpetu, que tocando los árboles los hazía astillas y dando en otras piedras las hazía pedazos que ofendían también a los Soldados, y fue Dios servido que rompiendo tantos peligros a costa de gran trabajo, subieron 25 soldados españoles y 50 indios de los amigos sin pérdida de algun hombre, ni más que ocho heridos y puestos en fuga los indios iban arrojando sus armas y ropas por huir más desembarazados, y desamparado su Huey Calli lo ocuparon los nuestros...

## Consecuencias
El jefe cora de las tropas, Tlahuitole, fue ejecutado a tiros de ballesta. El rey, Tonati, fue llevado preso a Guadalajara. Los autóctonos dispersos fueron sistemáticamente asesinados, arrestados o enviados a asentamientos llamados pueblos de indios donde se esperaba que el contacto con los tlaxcaltecas, mexicas y tarascos que habían llegado desde el centro del virreinato a colonizar las regiones del norte los hicieran sedentarios y que adoptaran la forma de gobierno y orden social de la "república de indios".